# 錫達爾維爾 (阿肯色州)
錫達爾維爾（英語：Cedarville）是一個位於美國阿肯色州克勞福德縣的城市。

## 地理
錫達爾維爾的座標為35°34′56″N 94°21′39″W / 35.58222°N 94.36083°W，而該地的平均海拔高度為239米（即784英尺）。

## 人口
根據2020年美國人口普查的數據，錫達爾維爾的面積為23.01平方千米，當中陸地面積為23.01平方千米，而水域面積為0.00平方千米。當地共有人口1424人，而人口密度為每平方千米61人。